# يو يانغ
يو يانغ (بالصينية: 于洋) (6 أغسطس 1989 بتيانجين في الصين - ) هو لاعب كرة قدم صيني في مركز الدفاع. شارك مع منتخب الصين لكرة القدم. أما مع النوادي، فقد لعب مع داليان ييفانغ ونادي بكين سينوبو غوان ونادي غوانغجو آر أند إف.

## وصلات خارجية
- يو يانغ على موقع قاعدة بيانات كرة القدم.إي يو (الإنجليزية)
- يو يانغ على موقع ناشيونال فوتبول تيمز (الإنجليزية)
- يو يانغ على موقع Soccerway.com (الإنجليزية)